# سن لوئیس ریو کلرادو
سن لویس ریو کولورادو (به اسپانیایی: San Luis Río Colorado) از شهرهای کشور مکزیک است که در ایالت ایالت سونورا قرار دارد و جمعیت آن طبق سرشماری سال ۲۰۱۰ میلادی ۱۵۸٬۰۸۹ نفر بوده است.